# The Little Man
The Little Man (in italiano: l'omino o Nasone) è un personaggio immaginario che appare regolarmente nei corti originali della serie Pantera Rosa creata da David DePatie e Friz Frelengrivestendo spesso il ruolo dell'antagonista principale.

## Storia
The Little Man debutta nel 1964 nel primo cortometraggio della Pantera Rosa, The Pink Phink. Il personaggio era l'antagonista perfetto per la pantera, e apparirà nella serie per i 16 anni successivi.
The Little Man appare in vari ruoli durante la serie originale. Si presenta come un uomo di bassa statura con un grande naso caratteristico e ha un paio di baffi arruffati. Solitamente ha la pelle bianca, ma ha a volte la pelle colorata. Nella maggior parte delle sue apparizioni sembra non indossare alcun indumento mentre altre volte indossa un costume in base alla professione che assume nel cortometraggio (o almeno un cappello). Stranamente la presunta nudità dell'uomo non ha mai causato alcuna polemica, probabilmente perché il suo design non prevedeva alcun dettaglio anatomico, come genitali e glutei. In alcuni cartoni appare con un cane bianco come suo animale domestico.
The Little Man rappresenta con molta probabilità una caricatura di Friz Freleng, con i suoi baffi, la sua bassa statura, e lo stesso temperamento irascibile. (Queste caratteristiche erano precedentemente servite a Freleng stesso per creare il personaggio di Yosemite Sam durante il suo periodo di lavoro alla Warner Bros).
The Little Man appare anche nelle serie TV La Pantera Rosa (1993), in cui viene doppiato da Wallace Shawn, e in La Pantera Rosa & Co., in cui viene rinominato Nasone (Big Nose).